# Gouvernement militaire provisoire de l'Éthiopie socialiste
1974–1987
(12 ans, 5 mois et 10 jours)
Entités précédentes :
- Empire éthiopien

Entités suivantes :
- République démocratique populaire d'Éthiopie

Le gouvernement militaire provisoire de l'Éthiopie socialiste, ou « Derg » (en français : « comité », « conseil »), d'après sa première dénomination en amharique, est le gouvernement mis en place à partir de 1974 par des militaires à la suite de la révolution ayant renversé le régime d'Hailé Sélassié. Il est remplacé le 10 septembre 1987 par la république démocratique populaire d'Éthiopie. Ce fut le premier régime non monarchique de l'histoire éthiopienne. Les premières années du régime sont marquées par de violentes répressions qui assurent au Derg et notamment à Mengistu Haile Mariam une domination absolue sur la vie politique mais aussi sur l'économie éthiopienne qui sera bouleversée par l'instauration du « socialisme », en particulier la réforme agraire.
Le Derg fait face à trois conflits : des guerres civiles (dont la répression des autres forces ayant participé à la révolution, connue sous le nom de Terreur rouge), la guerre d'indépendance de l'Érythrée et un conflit avec la Somalie.

## Historique

### La Révolution
Le 12 septembre 1974, le negus est renversé par le Derg, le prince héritier Asfa Wossen est proclamé empereur. Après que le prince a dénoncé le massacre, le 23 novembre, de soixante hauts fonctionnaires, le Derg révoque sa nomination. La composition et même le nombre exact de membres du Derg, officiellement dirigé par Aman Andom, puis par Tafari Benti, demeurent inconnus du public jusqu'à la fin 1974. Mengistu Haile Mariam occupe le poste officiel de premier vice-président du Derg, et s'impose dans les années suivantes comme principal dirigeant de la junte, via des purges sanglantes. Le 30 novembre, le Derg annonce avoir trouvé une lettre signée par Hailé Sélassié autorisant le transfert de la fortune de sa famille - estimée à 1,5 milliard de dollars - vers les fonds gouvernementaux venant en aide aux victimes de la famine et de la sécheresse. 
Le 20 décembre 1974, Mengistu proclame le « socialisme éthiopien ». Le nom officiel du Derg, précédemment « Comité militaire administratif provisoire » devient « Gouvernement militaire provisoire de l'Éthiopie socialiste ». Le 1er janvier 1975, la nationalisation de toutes les banques et compagnies d'assurances est annoncée. 72 sociétés industrielles et commerciales (en majorité étrangères) sont nationalisées le 13 février; l'État prend part dans l'administration de 29 autres entreprises. Le 4 mars 1975, la proclamation 31 du Derg annonce une vaste réforme agraire incluant la nationalisation des terres rurales. La réforme agraire est suivie d'une réforme foncière urbaine : le gouvernement saisit toutes les propriétés louées non occupées par leur propriétaire. L'université d'Addis Abeba et des écoles secondaires sont fermées; 50 000 étudiants sont envoyés en zemecha.  Le 22 mars 1975, la monarchie est officiellement abolie. Du 20 au 21 avril 1975, 20 officiers et civils sont arrêtés par le régime pour avoir tenté de libérer Hailé Sélassié et renverser le Derg. Le 27 août 1975, Hailé Sélassié est tué, apparemment par étouffement. 
En août 1975, le Parti révolutionnaire du peuple éthiopien, mouvement politique indépendant du Derg, est créé. En septembre 1975, Tafari Benti annonce que le Derg va constituer son propre parti politique; un bureau politique est créé avec à sa tête Haile Fida. L'URSS soutient le Derg et presse la junte de donner à son régime politique une structure légale et constitutionnelle, et à créer un parti unique communiste qui servirait de structure politique à l'État éthiopien. Un comité chargé de former le parti unique éthiopien commence ses travaux en 1976. La même année, un Bureau provisoire pour l'organisation des masses est créé. Le 20 avril 1976, Mengistu proclame une « Révolution nationale démocratique ». En mai, le Derg présente un plan en neuf points pour résoudre la crise érythréenne.  En juillet 1976, Sissay Habte, membre du Derg, est arrêté et exécuté. Senay Likie crée la Ligue prolétarienne (Waz ader). La flamme révolutionnaire (Abyot seded) est fondée. Le 14 décembre 1976, un accord d'assistance militaire entre l'Éthiopie et l'URSS est signé.

### La Terreur rouge
Entre 1977-1978 : le Derg mène une campagne de terreur rouge, notamment contre les communistes (PRPE, MEISON) ; des rafles de Tigréens érythréens sont organisées et de nombreux « ennemis de la révolution » sont assassinés. En janvier 1977 : le Front populaire de libération de l'Érythrée publie son « Programme démocratique national ». 
Le 3 février 1977, le général Tafari Benti est assassiné au cours d'une réunion du Derg. Mengistu devient président du gouvernement. En mai de la même année, il visite Moscou. En juin, des rebelles somalis coupent le chemin de fer éthio-djiboutien. En juillet, la République démocratique somalie envahit la province de l'Ogaden, déclenchant la guerre de l'Ogaden. Au même moment, les rebelles érythréens s'emparent de villes importantes, dont Keren et Decamere. En août, de vastes portions du sud-est de l'Éthiopie sont contrôlées par les forces somaliennes. 
Le 12 septembre 1977, le régime fête le troisième anniversaire de la révolution, en présence de Fidel Castro. Au même moment, l'Éthiopie est battue à Djidjiga par les Somaliens. En novembre 1977, à la suite d'une visite de Raúl Castro à Moscou, plusieurs décisions sont prises : les Cubains s'engagent à envoyer un fort contingent, les conseillers russes seront plus nombreux et une importante quantité d'armes et d'équipements sera livrée en Éthiopie. Un pont aérien est mis en place afin de repousser les Somaliens. Le 17 novembre 1977, le général Petrov, futur supérieur des militaires soviétiques en Éthiopie, arrive à Addis Abeba. À la fin 1977, le Derg ne contrôle plus que 5 % du territoire érythréen.[réf. nécessaire]
En janvier 1978, une contre-attaque éthiopienne entraîne la retraite des troupes somaliennes. Le 12 février 1978, les Éthiopiens et les Cubains mettent fin au siège de Harar et Diré Dawa. En mars, les Soviétiques effectuent des bombardements aériens et navals en Érythrée. Le siège de Massaoua prend fin. Le 5 mars 1978, les hauts plateaux orientaux sont totalement repris par les Éthiopiens. Le 9 mars 1978, Siad Barre annonce le retrait total des troupes somaliennes du territoire éthiopien. En août, les principales villes érythréennes sont retournées sous contrôle du Derg. 

### Le gouvernement du Derg
Tout en se proclamant marxiste-léniniste, Mengistu utilise comme fauteuil officiel, à partir de 1978, l'ancien trône d'Hailé Sélassié.[réf. nécessaire] Il est surnommé le «négus rouge». Des hauts fonctionnaires soviétiques émettent de sérieuses réserves quant à l'opportunité de soutenir le Derg, mais le Politburo du Parti communiste de l'Union soviétique continue de pencher pour un soutien sans failles. Le 18 décembre 1978, Mengistu annonce la création prochaine d'un parti. Ce n'est cependant qu'en 1984 qu'est enfin fondé le Parti des travailleurs d'Éthiopie, parti unique du régime conformément aux demandes des Soviétiques En 1982-1983, le pays connaît les premiers signes de famine. En 1984-1985 : une grande famine fait plus d'un million de morts. L'emploi, par les troupes de Mengistu, d'une tactique de la terre brûlée pour combattre les groupes rebelles, contribue largement à la catastrophe. 
En 1987, le gouvernement du Derg se donne une structure constitutionnelle : le 1er février, une constitution républicaine est adoptée par référendum, pour entrer en vigueur le 22. Le 10 septembre 1987, la république démocratique populaire d'Éthiopie est officiellement proclamée, et le gouvernement présente sa démission : un nouveau est aussitôt formé, et reprend la plupart des dignitaires du régime. Mengistu devient président de la République. Ce régime républicain dure jusqu'en 1991, date à laquelle Mengistu est renversé par les Tigréens soutenus par l'Érythrée.